# Tespis
Tespis(6 st. pr. Kr.), prvi glumac, redatelj i pisac.
Tragedija mu je prvi put izvedena oko 535. g. pr. Kr. na velikim Dionizijama.
Prema legendi Tespis je putovao sa svojom družinom u kolima te su tako bili i prva putujuća kazališna družina.